# Gmina Nur
Die Gmina Nur ist eine Landgemeinde im Powiat Ostrowski der Woiwodschaft Masowien in Polen. Ihr Sitz ist das gleichnamige Dorf mit 661 Einwohnern (2011).

## Gliederung
Zur Landgemeinde Nur gehören folgende 21 Dörfer mit einem Schulzenamt:
Godlewo-Warsze-Godlewo-Mierniki
Godlewo-Milewek
Godlewo Wielkie
Kałęczyn
Kamionka
Kossaki
Kramkowo Lipskie
Murawskie Nadbużne
Myślibory
Nur
Obryte
Ołowskie
Ołtarze-Gołacze
Strękowo
Ślepowrony
Zakrzewo-Słomy
Zaszków
Zaszków-Kolonia
Zuzela
Żebry-Kolonia
Żebry-Laskowiec
Weitere Orte der Gemeinde sind Bochny, Cempory, Łęg Nurski, Kolonia Wschodnia und Strękowo Nieczykowskie.